# Cerodontha courtalamensis
Cerodontha courtalamensis är en tvåvingeart som beskrevs av Beri och Ipe 1971. Cerodontha courtalamensis ingår i släktet Cerodontha och familjen minerarflugor. Inga underarter finns listade i Catalogue of Life.